# Rejon minusiński
Rejon minusiński (ros. Минуси́нский райо́н, Minusinskij rajon) – rejon administracyjny i komunalny Kraju Krasnojarskiego w Rosji. Stolicą jest miasto Minusińsk, które administracyjne nie stanowi części rejonu. Został on utworzony 4 kwietnia 1924 roku.

## Położenie
Rejon ma powierzchnię 3 185 km² i znajduje się w południowej części Kraju Krasnojarskiego, granicząc na północny z rejonem krasnoturańskim, na wschodzie z rejonem kuragińskim, na południowym wschodzie z rejonem karatuzskim, na południu z rejonem szuszeńskim, a na zachodzie z Republiką Chakasji.
Rejon usytuowany jest w kotlinie Minusińskiej. Przepływa tędy rzeka Jenisej.
Przez rejon przebiega droga magistralna M54 łącząca Krasnojarsk z Mongolią oraz linia kolejowa Abakan-Tajszet, będąca odgałęzieniem kolei transsyberyjskiej.

## Ludność
W 1989 roku rejon ten liczył 25 803 mieszkańców, w 2002 roku 26 729, w 2010 roku 25 873, a w 2011 zaludnienie spadło do 25 852 osób.

## Podział administracyjny
Administracyjnie rejon dzieli się na 13 sielsowietów.